# Salvatore Cuffaro
Salvatore Cuffaro, detto anche Totò (Raffadali, 21 febbraio 1958), è un politico italiano.
Presidente della Regione Siciliana dal 17 luglio 2001 al 18 gennaio 2008 e senatore della Repubblica, è stato condannato definitivamente a sette anni di reclusione per favoreggiamento personale verso persone appartenenti a Cosa nostra e rivelazione di segreto istruttorio. Recluso nel carcere romano di Rebibbia dal 22 gennaio 2011, è stato scarcerato il 13 dicembre 2015.
È stato soprannominato da alcuni giornalisti "Totò vasa vasa" ("bacia bacia" in dialetto siciliano) per la sua abitudine di salutare le persone che incontra con due baci sulla guancia.

## Biografia
Alle medie e alle superiori ha studiato presso i Salesiani del collegio "Don Bosco Sampolo" di Palermo. Negli anni ottanta ha fatto parte del Consiglio di Facoltà e del Consiglio di amministrazione dell'Università degli Studi di Palermo in rappresentanza degli studenti e il 6 novembre 1982 si è laureato in Medicina e chirurgia con votazione di 110 e lode.
È poi stato ufficiale medico di complemento alla caserma Cascino di Palermo. Dopo aver ottenuto la specializzazione in radiologia nel 1987, ha partecipato alla fondazione del "Centro siciliano Don Luigi Sturzo". Nel 1989 viene assunto all'Ispettorato regionale alla Sanità e nel 1991, dopo essere stato per la prima volta eletto all'Assemblea Regionale Siciliana, va in aspettativa.

### Gli inizi in politica
Da studente aderisce alla Democrazia Cristiana (DC), di cui è stato delegato regionale del movimento giovanile e dirigente organizzativo in Sicilia. Nel 1980 è stato eletto consigliere comunale di Raffadali, dove ha rivestito il ruolo di capogruppo.
Alle elezioni amministrative del 1990 viene eletto consigliere comunale di Palermo nelle file della DC come secondo degli eletti dopo il sindaco uscente Leoluca Orlando. A seguito delle elezioni regionali del 16 giugno 1991, con una buona affermazione personale (79 970 voti di preferenza su 287 166 della lista DC), diviene deputato del collegio di Palermo all'Assemblea Regionale Siciliana. In quella legislatura è stato componente della Commissione attività produttive e vicepresidente della Commissione regionale antimafia.
Il 26 settembre 1991 Cuffaro, all'epoca deputato regionale, intervenne ad una puntata speciale della trasmissione televisiva Samarcanda condotta da Michele Santoro dal Teatro Biondo di Palermo in collegamento con il Maurizio Costanzo Show e dedicata alla commemorazione dell'imprenditore Libero Grassi, ucciso dalla mafia. In quella occasione, Cuffaro - presente tra il pubblico - si scagliò con veemenza contro conduttori ed intervistati, sostenendo come le iniziative portate avanti da un certo tipo di "giornalismo mafioso" fossero degne dell'attività mafiosa vera e propria tanto criticata, e comunque lesive della dignità della Sicilia. Giovanni Falcone, presente in trasmissione, fece cenno a Maurizio Costanzo di non conoscerlo, mentre Cuffaro parlò di certa magistratura (riferendosi all'allora sostituto procuratore di Trapani Francesco Taurisano) "che mette a repentaglio e delegittima la classe dirigente siciliana", con chiaro riferimento a Calogero Mannino, in quel momento uno dei politici più influenti della Dc, che si trovava sotto indagine per rapporti con la mafia a seguito delle accuse del controverso collaboratore di giustizia Rosario Spatola.
Con la temporanea uscita dalla scena politica di Mannino per problemi giudiziari (accusato di concorso esterno in associazione mafiosa e successivamente assolto), Cuffaro, da sempre vicino alle sue posizioni politiche, gli subentra in ruoli di primo piano nel partito in Sicilia.
Lascia il Partito Popolare Italiano, seguendo Rocco Buttiglione, e viene rieletto nel 1996 deputato all'Assemblea regionale siciliana (15 988 voti di preferenza su 61 367) nella lista dei Cristiani Democratici Uniti (CDU), il nuovo partito di Buttiglione, nato dopo la scissione avvenuta nel PPI, il partito che riprese l'eredità della Democrazia Cristiana.
Dopo i primi due governi di centro destra (presidenti Provenzano e Drago), partecipa al 52° e al 53º governo regionale, guidati dal DS Angelo Capodicasa, con una coalizione di centrosinistra. Aveva, infatti, abbandonato il CDU nel 1998 per aderire all'Unione Democratica per la Repubblica e poi, dalla primavera 1999, all'UDEUR di Clemente Mastella, partito con cui si candida alle elezioni europee del 1999, ottenendo 89 471 voti (risulta il candidato dell'UDEUR più votato in Italia, pur non ottenendo il seggio). Nel 1998, buona parte del CDU e del CCD avevano seguito la scissione di Mastella, determinando il "ribaltino" e la sostituzione del presidente della regione Giuseppe Drago, alla guida di una giunta di centrodestra, con Angelo Capodicasa. Nella XIII legislatura regionale infatti Cuffaro, ha rivestito la carica di assessore regionale all'Agricoltura e le Foreste nei cinque governi regionali, dal 50° al 54° durante la Giunta Provenzano di centrodestra (1996-1998), la I e II Giunta Drago di centrodestra (1998), la I e II Giunta Capodicasa di centrosinistra (1998-2000) e durante la Giunta Leanza di centrodestra (2000-2001).

### Presidente della Regione Siciliana
La caduta del secondo governo del presidente Capodicasa, nel 2000, determina il suo ritorno nel centrodestra e nel CDU, con l'appoggio del governo presieduto da Vincenzo Leanza, sempre come assessore all'agricoltura. Scelto dai leader siciliani del centro destra Gianfranco Micciché e Guido Lo Porto come candidato presidente della coalizione di centro-destra nella prima elezione diretta del presidente del governo regionale (che lo preferirono a Nello Musumeci), il 17 luglio 2001, è risultato eletto con il 59% dei voti, battendo altri due candidati accomunati dalla comune provenienza democristiana: Leoluca Orlando (37%) e Sergio D'Antoni (4%). Viene nominato Commissario straordinario per l'emergenza idrica e di Commissario delegato per l'emergenza rifiuti, il che gli permette di occuparsi della riorganizzazione del sistema degli acquedotti, facendo sequestrare numerosi pozzi privati e della predisposizione del piano energetico. Con il CDU ha partecipato alla fondazione dell'Unione dei Democratici Cristiani e Democratici di Centro (UDC), che ha unito a livello nazionale partiti che si richiamavano alla Democrazia Cristiana e che erano favorevoli a un'alleanza all'interno della coalizione di Silvio Berlusconi.
Eletto nell'Elezioni europee del 2004 come capolista dell'UDC nella circoscrizione Isole, ha rinunciato al seggio per mantenere il ruolo di capo del governo regionale siciliano in favore del primo dei non eletti, Raffaele Lombardo. Nel 2005 è stato nominato vicesegretario nazionale dell'UDC, quando Lorenzo Cesa è subentrato a Marco Follini nella carica di segretario nazionale. È stato rieletto presidente della Regione il 28 maggio 2006, come candidato del centrodestra e del Movimento per l'Autonomia, battendo la candidata del centrosinistra Rita Borsellino (sorella del magistrato Paolo, assassinato da Cosa nostra nel 1992) sua principale avversaria, con il 53% contro il 41,6%.
Cuffaro è stato eletto Presidente della Regione Siciliana dal 17 luglio 2001 (proclamato in data 20 luglio 2001) al 27 maggio 2006 nel primo mandato. L'articolo 9 dello Statuto speciale siciliano dal 2001 concede al Presidente regionale il potere di nominare e revocare gli Assessori da preporre ai singoli rami dell'Amministrazione regionale. Le prime nomine sono state effettuate il 21 luglio 2001. Questo Governo ha subito un unico grande rimpasto nel 2004 dopo le elezioni europee.
Cuffaro è stato rieletto presidente della Regione Siciliana dal 28 maggio 2006 (proclamato in data 10 luglio 2006) al 18 gennaio 2008 nel secondo mandato consecutivo, quando si dimette anticipatamente determinando la fine prematura della XIV legislatura, la prima nella storia siciliana a concludersi prima della naturale scadenza. L'articolo 9 dello Statuto speciale siciliano dal 2001 dà al Presidente regionale il potere di nominare e revocare gli Assessori da preporre ai singoli rami dell'Amministrazione regionale. Le prime nomine sono state effettuate il 13 luglio 2006. Questo Governo non ha subito alcun rimpasto rimanendo intatto per tutta la XIV legislatura anche dopo le dimissioni anticipate di Cuffaro.

#### Le dimissioni

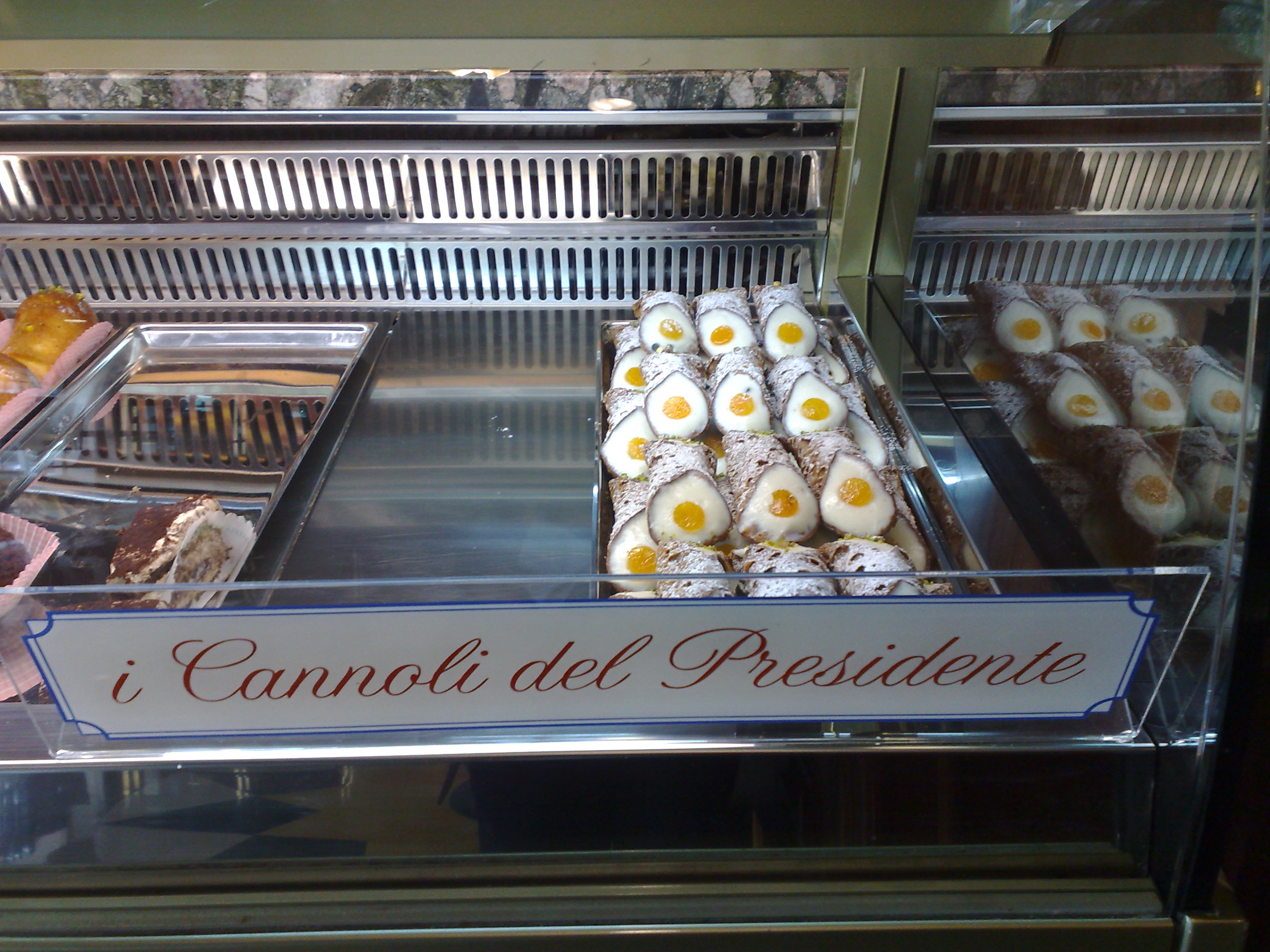
I famosi "cannoli del presidente"

Il 18 gennaio 2008, dopo la condanna in primo grado a 5 anni ed all'interdizione perpetua dai pubblici uffici per i reati di favoreggiamento e rivelazione di segreto d'ufficio, Cuffaro dichiara immediatamente di non essere intenzionato ad abbandonare il suo ruolo di presidente della Regione Siciliana. Nel frattempo, la pubblicazione di una serie di foto che lo ritraggono con un vassoio di cannoli, mentre apparentemente festeggia per non essere stato condannato per favoreggiamento della mafia, provoca un grande imbarazzo.
Il 24 gennaio 2008 l'Assemblea regionale siciliana respinge la mozione di sfiducia (53 voti contro 32) presentata dal centrosinistra. Nonostante il voto di fiducia del Parlamento siciliano, Cuffaro si dimette due giorni dopo, nel corso di una seduta straordinaria dell'Assemblea. 
Nel febbraio dello stesso anno Cuffaro viene nominato da Cesa commissario straordinario dell'UDC di Catania, dato che il precedente segretario provinciale ha abbandonato il movimento per aderire al Popolo della Libertà. In vista delle elezioni politiche del 2008, Pier Ferdinando Casini definisce Cuffaro un "perseguitato politico" ed annuncia che egli sarà candidato alle consultazioni nazionali, violando dunque la promessa, in campagna elettorale, di non candidatura per chi avesse subito condanne.

### Senatore della Repubblica
Il 9 aprile 2006, è stato eletto Senatore della Repubblica, come capolista dell'UDC nella circoscrizione Sicilia, ma si è dimesso il 24 luglio successivo, vista l'incompatibilità con la carica di presidente della Regione Siciliana.
Il 13 aprile 2008 è stato nuovamente eletto Senatore nel collegio Sicilia, nella lista UDC, aderendo al sottogruppo Udc, all'interno del gruppo Udc-SVP, Io Sud, Autonomie. Dal 24 febbraio 2009 è membro della Commissione di Vigilanza Rai.
Raffaele Lombardo, successore di Cuffaro alla Presidenza della Regione Siciliana, durante la seduta dell'Assemblea Regionale Siciliana del 13 aprile 2010 ha denunciato un patto tra l'ex presidente e alcuni ambienti mafiosi per la costruzione di quattro termovalorizzatori in Sicilia. Nell'ottobre 2010 lascia l'UDC assieme a un gruppo di Parlamentari siciliani ed è tra i fondatori de I Popolari di Italia Domani.
Gli scissionisti abbandonano quindi il ruolo di opposizione, per il quale erano stati eletti nell'UDC, e si schierano a sostegno della maggioranza parlamentare di centrodestra di Silvio Berlusconi; come primo atto votano favorevolmente la fiducia al Governo Berlusconi. Cuffaro tuttavia non formalizza il cambiamento restando nel gruppo parlamentare dell'UDC; inoltre preferisce non presenziare agli appuntamenti pubblici del nuovo Partito, per via dei suoi guai giudiziari. A seguito della condanna definitiva, il 2 febbraio 2011 il Senato della Repubblica accoglie le sue dimissioni da parlamentare con 230 voti favorevoli, 25 contrari e 17 astenuti. Al suo posto è subentrata la trapanese Maria Pia Castiglione, candidata nella lista dell'Udc e poi passata, come Cuffaro, ai Popolari di Italia Domani.
Il 23 gennaio 2011, a seguito della condanna per favoreggiamento e rivelazione di segreto d'ufficio resa definitiva dalla Cassazione, Cuffaro si costituisce il giorno stesso della pronuncia della sentenza e viene rinchiuso nel carcere romano di Rebibbia, proclamandosi innocente e vittima della mafia pur ammettendo di aver commesso errori.
A causa della condanna definitiva, nel maggio 2011 viene licenziato dalla Regione Siciliana dove nel 1989 era stato assunto dall'Ispettorato regionale alla Sanità ed era in aspettativa dal 1991. Nei giorni successivi arriva anche il provvedimento di radiazione dall'Ordine dei medici.

### Dopo la detenzione
Iscritto al Partito Radicale Transnazionale dal 2014, il 13 dicembre 2015, dopo quasi cinque anni di detenzione, esce dal carcere di Rebibbia a seguito della riduzione della pena (indulto di un anno per i reati "non ostativi", quello riguardante la rivelazione di segreti di ufficio, e sconto di 45 giorni ogni sei mesi per buona condotta). Nel settembre 2016 partecipa al 40º Congresso straordinario del partito, che si tiene a Rebibbia.
Il 25 gennaio 2017 si laurea in giurisprudenza presso la facoltà della Sapienza di Roma con una tesi sul sovraffollamento delle carceri.
Proprietario con la moglie di una azienda e vinicola di 70 ettari all'interno della Sicilia, la "Tenuta Cuffaro", al Vinitaly 2018 di Verona presenta i suoi vini.

### Rilancio della DC
Nell'ottobre 2020 lancia una nuova Democrazia Cristiana in Sicilia che si rifà al partito nazionale guidato da Renato Grassi (segretario nazionale del Partito), Renzo Gubert (presidente del Consiglio nazionale) e Mauro Carmagnola (Segretario amministrativo). La DC si presenta per la prima volta con una propria lista alle elezioni comunali del 2021 in Sicilia a Favara (11,5% e tre eletti), Giarre (6,4% e un eletto), Caltagirone (6,7% e un eletto) e San Cataldo (4,4%).
Cuffaro verrà diffidato dalla DC di Franco De Simoni venendo attaccato dalla portavoce nazionale e coordinatrice regionale Scaravaggi: "Duole dover constatare che Totò Cuffaro, nonostante diverse nostre diffide e a dispetto delle sentenze emesse dall’Autorità Giudiziaria, continui indebitamente a fare attività politica, usurpando la nostra identità, ovvero quella della Democrazia Cristiana".
Il 4 marzo 2022 Cuffaro viene di nuovo attaccato dal gruppo di De Simoni che si rifà alla "sentenza N° 25999 del 2010 della Suprema Corte di Cassazione Civile a Sezione Riunite che riconosce solo agli iscritti del 1993, ultimo tesseramento valido l’uso del logo e della dicitura Democrazia Cristiana Storica, l’unica Democrazia che può fregiarsi del simbolo e del nome è la Democrazia Cristiana Storica di De Simoni, segretario politico e Raffaele Cerenza, Segretario amministrativo nazionale, ricordiamo che abbiamo presentato la diffida a Cuffaro in occasione della inaugurazione della sede messinese. La Dc siamo noi, nessuno si senta segretario o Commissario né proprietario del simbolo o del nome".
Due giorni dopo Cuffaro inaugura la sede della segreteria della DC nuova a Partinico  e a fine mese viene raggiunta un'intesa programmatica con noi Di Centro di Clemente Mastella in vista dei successivi appuntamenti elettorali. Tuttavia alle comunali di giugno la DC di Cuffaro si presenta insieme a Noi con l’Italia a Messina (1,6%) e a Niscemi (10,1% e due eletti) e da sola a Palermo a sostegno di Roberto Lagalla (5,5% e tre eletti) e ad Aci Catena (7,5% e un eletto). Come commissario regionale della DC nuova Cuffaro ad agosto presenta il simbolo del partito a sostegno di Renato Schifani in vista delle regionali del 25 settembre 2022 dopo aver depositato quello per le elezioni politiche che si terranno lo stesso giorno.
La DC di Cuffaro si presenta alle elezioni regionali in Sicilia del 2022 con una lista unitaria insieme all'Unione di Centro, sostenendo il candidato del centro-destra Renato Schifani. La lista centrista raccoglie il 6,51%, riuscendo a superare lo sbarramento e ad eleggere cinque deputati all'Assemblea Regionale Siciliana (tre della DC e due dell’UdC), con due assessori nella Giunta Schifani.
Nel febbraio del 2023 il Tribunale di sorveglianza di Palermo lo riabilita, dichiarando estinta la pena accessoria dell'interdizione perpetua dai pubblici uffici e consentendogli quindi di ricandidarsi.
Nel maggio del 2023 Cuffaro, commissario della DC in Sicilia, viene eletto all’unanimità segretario nazionale del partito.
In vista delle elezioni comunali siciliane del maggio 2023 Cuffaro sigla un'intesa con Noi moderati di Francesco Saverio Romano presentando il nuovo simbolo “Noi moderati – Democrazia Cristiana” con cui si presenta a Catania raccogliendo il 6,5% con tre consiglieri eletti. Nel resto della Sicilia la DC di Cuffaro riesce ad eleggere il sindaco di Modica, Maria Monisteri Caschetto, attestandosi come prima forza politica nella città iblea, dove con il 28% elegge sette consiglieri, e nel comune di Licata, dove sostiene un candidato di centro e raccoglie il 15% eleggendo tre consiglieri. Invece a Ragusa appoggia il sindaco uscente di centro Giuseppe Cassì che viene eletto al primo turno, a Siracusa sostiene il candidato del centro-destra Ferdinando Messina prendendo il 2% mentre a Trapani ha dei candidati nella lista civica di Maurizio Miceli che è la prima della coalizione con il 10%. Inoltre la DC riesce a far eleggere altri sindaci con liste civiche a Lercara Friddi, Sciara, Castrofilippo, Collesano e Roccapalumba.
Alle elezioni europee del 2024, sfumato l’accordo elettorale con Italia Viva di Matteo Renzi, il partito di Cuffaro si federa con Noi Moderati, sostenendo il suo coordinatore in Sicilia, Massimo Dell’Utri, candidato nella circoscrizione Italia insulare nella lista Forza Italia - Noi Moderati; Dell'Utri con circa 70.000 preferenze sarà il secondo dei non eletti della lista. Alle comunali invece la DC sostiene sempre candidati del centro-destra in grosse città come Caltanissetta (3,73%) e Gela (7% e un eletto) mentre a Monreale con il 23% (sei eletti) contribuisce all'elezione di un sindaco centrista.

## Vita privata
È sposato con Giacoma Chiarelli, medico e imprenditrice agricola, e padre di due figli. 
Ha due fratelli minori: Giuseppe (imprenditore) e Silvio Marcello Maria (dipendente regionale, dal 2007 al 2012 e, nuovamente, dal 2015 sindaco di Raffadali).

## Procedimenti giudiziari

### Processo per favoreggiamento a Cosa Nostra e rivelazione di segreto d'ufficio (condannato)
Nel giugno 2003, insieme ad altri indagati, Cuffaro è iscritto nel registro degli indagati per il reato di concorso esterno in associazione mafiosa nell'ambito dell'inchiesta sui rapporti tra il clan di Brancaccio e ambienti della politica locale (Operazione Ghiaccio). L'indagine è condotta dai magistrati dalla Direzione distrettuale antimafia di Palermo Maurizio De Lucia, Nino Di Matteo, Michele Prestipino e Gaetano Paci ed è coordinata dal procuratore capo Pietro Grasso e dal procuratore aggiunto Giuseppe Pignatone. 
Nel settembre 2005, al termine dell'indagine, Cuffaro è stato rinviato a giudizio per favoreggiamento e rivelazione di notizie coperte da segreto istruttorio aggravati dall’agevolazione a Cosa Nostra, mentre non è stata accolta l'accusa di concorso esterno in associazione mafiosa. Secondo il rinvio a giudizio del GUP Bruno Fasciana, è accertato dalle indagini e dalle intercettazioni che Cuffaro, attraverso l'ex maresciallo dei carabinieri e deputato regionale Antonio Borzacchelli e Domenico Miceli (detto Mimmo, precedentemente assessore alla Sanità al Comune di Palermo, appartenente all'UDC e molto legato a Cuffaro) e grazie alle due talpe presenti nella Direzione distrettuale antimafia di Palermo (il maresciallo della GdF Giuseppe Ciuro e il maresciallo dei carabinieri Giorgio Riolo), abbia informato Giuseppe Guttadauro, boss mafioso di Brancaccio ma anche collega medico di Miceli all'Ospedale Civico di Palermo, e Michele Aiello, importante imprenditore nel settore della sanità privata siciliana (indagato per associazione mafiosa e ritenuto un prestanome del boss corleonese Bernardo Provenzano), di informazioni fondamentali per sviare le indagini in corso che li vedevano coinvolti, grazie a una fonte non ancora nota, incontrando Aiello da solo in circostanze sospette (nel retro di un negozio d'abbigliamento), riferendogli che le due talpe che gli fornivano informazioni sulle indagini che lo riguardavano erano state scoperte. Nell'incontro, avrebbe avuto luogo anche una discussione riguardante l'approvazione del tariffario regionale da applicarsi alle società di diagnosi medica posseduta dall'imprenditore. Aiello ha ammesso entrambi i fatti, Cuffaro afferma soltanto che si sia discusso delle tariffe.
Il GUP ipotizza inoltre che il mafioso Guttadauro sia venuto a conoscenza da Cuffaro delle microspie, in funzione del suo rapporto con Aiello, sempre per via del contatto con i due marescialli corrotti, in servizio ai nuclei di polizia giudiziaria della Procura di Palermo, uno dei quali è stato l'autore del piazzamento delle microspie. Secondo una perizia ordinata dal tribunale nel corso del processo a Miceli, nei momenti in cui si è scoperta a casa di Guttadauro la microspia, sarebbero state confermate le testimonianze secondo le quali la moglie del boss mafioso ha dato merito a Totò Cuffaro del ritrovamento.
Il 15 ottobre 2007 il procuratore aggiunto del processo a Cuffaro, Giuseppe Pignatone, ha chiesto 8 anni di reclusione per il presidente della Regione Siciliana, per quanto riguarda i seguenti capi d'imputazione:
1. favoreggiamento a Cosa Nostra
2. rivelazione di segreto d'ufficio[64]

Il 18 gennaio 2008 Cuffaro viene dichiarato colpevole di favoreggiamento semplice nel processo di primo grado per le 'talpe' alla Dda di Palermo. La sentenza di primo grado condanna Cuffaro a 5 anni di reclusione nonché all'interdizione perpetua dai pubblici uffici.
Il processo d'appello è iniziato il 15 maggio 2009 alla terza sezione della Corte d'appello di Palermo. 
Nell'ottobre 2009 il pentito Gaspare Romano, imprenditore condannato per aver favoreggiato Giovanni Brusca, accusa Cuffaro di aver partecipato ad un pranzo con i mafiosi Santino Di Matteo, uno degli assassini di Giovanni Falcone, ed Emanuele Brusca, fratello di Giovanni. Alle dichiarazioni di Romano, tuttavia, non fecero seguito riscontri. 
Il 23 gennaio 2010 la Corte d'Appello di Palermo condanna Cuffaro a sette anni di reclusione per favoreggiamento aggravato nel processo 'talpe alla DDA'. Rispetto alla sentenza di primo grado la pena è stata inasprita di ulteriori due anni, con l'aggravante di aver favorito Cosa Nostra. Dopo la sentenza Cuffaro ha annunciato di lasciare ogni incarico di partito e di voler ricorrere alla Corte di cassazione. Nel giugno 2010 la Procura della Repubblica di Palermo dispone una indagine sul patrimonio di Cuffaro, per accertare una eventuale sproporzione tra il patrimonio dell'ex presidente e il reddito dichiarato.
Il 22 gennaio 2011 la Corte di cassazione conferma in via definitiva la condanna 7 anni di reclusione inflittagli l'anno prima dalla Corte di Appello di Palermo, nonostante la richiesta di eliminazione dell'aggravante mafiosa da parte del procuratore generale.
Nelle motivazioni della sentenza i giudici della Cassazione dichiarano provato «l'accordo politico-mafioso tra il capo-mandamento Giuseppe Guttadauro e l'uomo politico Salvatore Cuffaro, e la consapevolezza di quest'ultimo di agevolare l'associazione mafiosa, inserendo nella lista elettorale per le elezioni siciliane del 2001 persone gradite ai boss e rivelando, in più occasioni, a personaggi mafiosi l'esistenza di indagini in corso nei loro confronti».
Il 28 ottobre 2011 i legali di Cuffaro rendono noto di aver presentato alla Corte europea dei diritti dell'uomo istanze di revisione del processo in cui è stato condannato in Cassazione e del processo definito "Talpe alla DDA".

### Rito abbreviato per concorso esterno in associazione mafiosa (prosciolto perne bis in idem)
Nel 2009 gli perviene un nuovo avviso di conclusione delle indagini per concorso esterno in associazione mafiosa, fatto che presuppone un nuovo rinvio a giudizio. La Magistratura presume che Cuffaro sia stato sostenuto elettoralmente dalla mafia sin dall'inizio degli anni novanta e che perciò sia a disposizione delle cosche.
Il 28 giugno 2010 i pm Nino Di Matteo e Francesco Del Bene hanno chiesto la condanna a 10 anni di reclusione per Cuffaro, imputato con l'accusa di concorso esterno in associazione mafiosa in un altro processo con rito abbreviato noto come «Cuffaro bis». Tra le vicende al centro di questo ulteriore processo, quella delle candidature di Mimmo Miceli e Giuseppe Acanto, detto Piero, nelle liste del Cdu e del Biancofiore alle elezioni regionali del 2001. Entrambi, secondo l'accusa, furono sponsorizzati da Cosa nostra e Cuffaro per questo motivo li accettò come candidati nelle liste a lui collegate. La richiesta di pena tiene conto dello sconto di un terzo della pena previsto dal rito abbreviato.
Il 16 febbraio 2011 il GUP al termine del rito abbreviato del secondo processo di Cuffaro, per concorso esterno in associazione mafiosa, pronuncia sentenza di non luogo a procedere nei confronti dell'ex Presidente della Regione Siciliana perché per gli stessi reati è già stato giudicato. La sentenza viene confermata in appello nel giugno 2012 per "Ne bis in idem". Nonostante ciò la Procura ricorre in Cassazione, dove, per la terza volte su tre gradi di giudizio, viene affermata la sussistenza del Ne bis in idem, con il conseguente proscioglimento di Salvatore Cuffaro.

### Concorso in corruzione aggravata (archiviato)
Nel 2009 Cuffaro è accusato da Massimo Ciancimino (figlio dell'ex sindaco mafioso Vito Ciancimino) di aver intascato tangenti. Per questo è iscritto nel registro degli indagati della DDA di Palermo per concorso in corruzione aggravata dal favoreggiamento di Cosa Nostra assieme ai politici dell'Udc Saverio Romano e Salvatore Cintola e del Pdl Carlo Vizzini. 
Il 7 gennaio 2013 la Procura di Palermo ha chiesto formalmente l'archiviazione dell'indagine aperta a carico di Cuffaro per insufficienza di prove, e il 28 luglio 2014 il Giudice per le Indagini Preliminari di Palermo archivia l'indagine e lo proscioglie dalle accuse a lui contestate.

### Querele per diffamazione

#### Causa contro Antonio Di Pietro
Il 10 aprile 2013, Cuffaro ottiene dal Tribunale Civile di Palermo la condanna al risarcimento del danno per diffamazione del leader di IDV, Antonio Di Pietro. Questi, nel 2009, dal suo blog, aveva accusato Cuffaro di aver screditato Giovanni Falcone nel corso della celeberrima staffetta televisiva tra il Maurizio Costanzo Show e Samarcanda del 26 settembre 1991. Il Tribunale, con sentenza n. 1742/2013, ha accertato che Cuffaro non aveva detto nulla contro Falcone e che il video presente su YouTube "Totò Cuffaro aggredisce Giovanni Falcone", al quale si era riferito Di Pietro, proiettato per anni anche nelle scuole e nelle università come educazione antimafia, fosse, in realtà, una grossolana falsificazione.
Il 27 luglio 2021, la Corte di Appello conferma la sentenza del Tribunale di Palermo che aveva condannato Antonio Di Pietro per diffamazione nei confronti di Salvatore Cuffaro. La sentenza ha accertato che Cuffaro nel 1991 non si era scagliato contro Falcone e la magistratura, ma contro l'ex sostituto procuratore di Trapani Francesco Taurisano.

#### Causa contro il quotidiano E-polis
Sempre nel 2013, il Tribunale di Palermo condanna la E-polis S.p.A., società editrice del quotidiano "E-polis", ed il direttore della testata, Vincenzo Cirillo, a risarcire Cuffaro con la somma di 25000,00 €, (oltre alla pubblicazione della sentenza su due quotidiani ed al pagamento delle spese legali) per aver pubblicato, nel 2009, un articolo il cui titolo lasciava credere falsamente che Cuffaro avesse fatto parte di un sistema teso a favorire illecitamente le cliniche di proprietà di Michele Aiello.

#### Causa contro il Daily Telegraph
Il 13 gennaio 2014 la società editrice del Daily Telegraph, nel corso di un procedimento di conciliazione in materia di diffamazione a mezzo stampa, decide di risarcire Cuffaro a causa di un articolo pubblicato sul quotidiano londinese, dove si affermava erroneamente che Cuffaro avesse aggredito Giovanni Falcone nella trasmissione Samarcanda. Sempre con riferimento al medesimo episodio, un giovane blogger, nel maggio 2014, ha diffuso una lettera in cui ha chiesto scusa pubblicamente a Salvatore Cuffaro per averlo accusato ingiustamente di aver aggredito Giovanni Falcone.

#### Altre querele
Nel 2009, un video disponibile su YouTube dal titolo "Totò Cuffaro aggredisce Giovanni Falcone", ha riportato questo fatto all'attenzione dell'opinione pubblica e riceve quasi 5000 commenti di biasimo, fra i quali gravi insulti e minacce di morte. Nell'ottobre 2009 Cuffaro ha denunciato per "diffamazione e minacce" gli autori di questi commenti YouTube. 
Nel novembre 2014, Cuffaro viene condannato in primo grado per diffamazione nei confronti dell'ex-pm Antonio Ingroia. La sentenza tuttavia viene sospesa dalla Corte di Appello di Caltanissetta alla prima udienza del giudizio di appello.
Nel maggio del 2017, il Tribunale di Palermo ha condannato la società editrice de "Il Fatto Quotidiano" e la giornalista Sandra Amurri a risarcire per diffamazione Cuffaro, per aver inserito nel testo di una intervista a Maria Antonietta Aula, ex moglie di Antonio D'Alì, una falsa notizia su una inesistente partecipazione dell’ex presidente della Regione Siciliana al matrimonio della sorella di Matteo Messina Denaro, Rosalia, con Filippo Guttadauro.
La Corte di Appello di Caltanissetta, nel gennaio 2019, ha condannato la società editrice GEDI S.p.A. a risarcire Cuffaro con 50 000,00 euro, oltre le spese legali di tutti i gradi del giudizio. La sentenza ha stabilito che non è possibile accostare l'immagine di Salvatore Cuffaro a quella di Bernardo Provenzano.

## Pubblicazioni
- Il coraggio della politica. Mezzogiorno, Federalismo, Democrazia. Rubbettino, 2003
- Il candore delle cornacchie, Guerini e associati, 2012
- Le carezze della nenia, Guerini e associati, 2014
- L'uomo è un mendicante che crede di essere un re, Aliberti compagnia editoriale, 2015
- La figlia delle monache. Rosa Gemma, Spazio Cultura, 2017

## Onorificenze
Insignito dall'Ordine Costantiniano di San Giorgio